# Wyspy Erytrei
Lista wysp Erytrei.

## Archipelag Dahlak
- Dahlak Kebir (dawniej Dehalak Deset)
- Dhuladhiya
- Dissei
- Dohul
- Erwa
- Harat
- Harmil
- Howakil
- Isra-Tu
- Nahaleg
- Nora
- Shumma

## Inne wyspyMorza Czerwonego
- Fatuma
- Halib
- Archipelag Hanisz
- Howakil
- Massaua
- Dumajra (sporne z Dżibuti)